# Dia do Defensor da Pátria
O Dia do Defensor da Pátria (em russo: День защитника Отечества) é um feriado na Rússia, Bielorrússia, no Quirguistão, Cazaquistão, Ucrânia e Tajiquistão. É celebrado no dia 23 de fevereiro, exceto no Cazaquistão, onde é comemorado no dia 7 de maio. 

## História
Celebrado pela primeira vez em 1919, o feriado remete ao ano de 1918, quando da Guerra Civil Russa, momento em que houve o primeiro alistamento em massa para o Exército Vermelho, ocorrido em São Petersburgo e Moscovo (em 17 de fevereiro). Em janeiro de 1919, foi decidido que se mesclariam as datas da celebração desse dia com a da publicação do decreto de estabelecimento do Exército Vermelho (em 18 de fevereiro de 1918). Em 1919, o dia 17 de fevereiro caiu em uma segunda-feira, então houve a decisão de mover o feriado para o domingo mais próximo - 23 de fevereiro. Desde então, este é o dia do evento. Era previamente conhecido como "Dia do Exército Vermelho" (em russo: День Красной Армии). Em 1923, foi oficialmente chamado de "Dia do Exército Vermelho e da Marinha".
Em 1949, foi renomeado para "Dia do Exército e Marinha Soviéticos", (em russo: День Советской Армии и Военно-Морского флота), mas devido à Dissolução da União Soviética, em 2002, recebeu o nome que tem atualmente, sendo decretado pelo Presidente da Rússia, Vladimir Putin, feriado nacional na Rússia.

## Celebrações na Rússia e no mundo

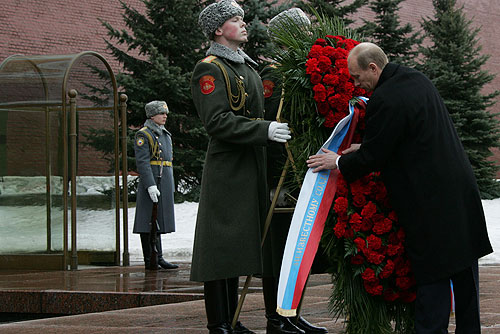
Comemoração do feriado em 2008 com a participação do presidente Putin.

Como o nome sugere, o feriado é celebrado oficialmente, em homenagem àqueles que servem ou serviram as Forças Armadas da Rússia (tanto homens como mulheres, seja do departamento civil ou do militar), mas o feriado tem sido celebrado extra-oficialmente como dia em homenagem aos homens como um todo, equivalente ao Dia Internacional da Mulher, em 8 de março.
O feriado é comemorado com desfiles e procissões em homenagem aos veteranos, e as mulheres também presenteiam os homens, especialmente seus maridos (ou namorados, noivos), pais, filhos e irmãos. Como parte da Cultura Organizacional, frequentemente, as mulheres também dão presentes aos seus companheiros de trabalho. Consequentemente, no uso coloquial, o feriado é referido como o "Dia dos Homens" (em russo: День Мужчин).
Uma das tradições do feriado é uma celebração próxima ao Kremlin, o Déposito da Coroa de Flores no Túmulo do Soldado Desconhecido. O presidente russo, os chefes das duas câmaras da Assembleia Federal da Rússia, oficiais militares, representantes de outros setores do governo, líderes de partidos políticos, assim como os oficiais da Igreja Ortodoxa Russa aproximam-se do Jardim de Alexandre, o qual é localizado próximo aos muros do Kremlin de Moscou. Após um minuto de silêncio, o hino nacional é tocado e uma marcha solene de uma unidade de guarda de honra passa. Ao entardecer, a liderança do país se reúne em um concerto dedicado ao feriado no Palácio Estatal do Kremlin. Também durante a noite, fogos de artifício são utilizados em Moscou e em muitas outras cidades da Rússia.

### Em outros países

#### No Cazaquistão
No Cazaquistão, o Dia do Defensor da Pátria é celebrado no dia 7 de maio.

#### No Tajiquistão
No Tajiquistão, o feriado é conhecido como "Dia Nacional das Forças Armados do Tajiquistão". Embora seja sabido que outras unidades militares, como a Força Aérea do Tajiquistão, também façam parte da comemoração.

#### Na Ucrânia
Na Ucrânia, O Dia do Defensor da Ucrânia nunca foi celebrado como um feriado nacional. Em 1999, o presidente Leonid Kutchma reconheceu a data de 23 de fevereiro como o Dia do Defensor da Pátria. O presidente Petro Poroshenko desproveu a data desse "status" em 24 de agosto de 2014; de acordo com Poroshenko, a Ucrânia não deveria celebrar os feriados do "calendário histórico-militar da Rússia", mas "homenageará os defensores da nossa pátria, e ninguém mais".  Em 14 de outubro de 2014, um decreto de Poroshenko mudou a comemoração para esta data, criando o Dia do Defensor da Ucrânia.
Atualmente, embora não seja um feriado público, muitas mulheres ainda dão atenção extra aos seus parentes homens, amigos, maridos ou namorados, especialmente àqueles que servem às Forças Armadas da Ucrânia. O Dia da Forças Armadas é celebrado anualmente no dia 6 de dezembro com programas especiais, salva de tiros pelo país a fora e utilização de fogos de artifício.
As separatistas República Popular de Donetsk e República Popular de Lugansk continuam a celebrar o Dia do Defensor da Pátria.